# 813-й отдельный разведывательный артиллерийский дивизион (1-го формирования)
813-й отдельный  разведывательный артиллерийский дивизион Резерва Главного Командования — воинское формирование Вооружённых Сил СССР, принимавшее участие в Великой Отечественной войне.
Сокращённое наименование — 813-й орадн РГК.

## История
Сформирован 30 мая 1942 года в составе Приволжского военного округа.
В действующей армии с 3.08.1942 по 12.04.1944 и с 24.04.1944 по 6.05.1944 .
В ходе Великой Отечественной войны вёл артиллерийскую разведку в интересах артиллерии  объединений Западного фронта . 29.09.42 года , согласно приказанию Командующего артиллерией  Западного фронта №05261 от 24.09.42г., дивизион вошёл в состав  10-й армии Западного фронта.
8 июля 1944 года в соответствии с приказом НКО СССР от 16 мая 1944 года №0019 «Об усилении армий артиллерийскими средствами контрбатарейной борьбы» , директивы заместителя начальника Генерального штаба РККА от 22 мая 1944 г. №ОРГ-2/476 813-й орадн обращён на укомплектование 150-й  пабр 2-й гв. армии 1-го Прибалтийского фронта .

## Состав
штат 08/97
- Штаб
- Хозяйственная часть
- Батарея звуковой разведки(БЗР)
- Батарея топогеодезической разведки(БТР)
- Взвод оптической разведки(ВЗОР)
- Фотограмметрический взвод(ФГВ)
- Артиллерийский метеорологический взвод(АМВ)
- Хозяйственный взвод

с июля 1943 года
- Штаб
- Хозяйственная часть
- 1-я Батарея звуковой разведки(1-я БЗР)
- 2-я Батарея звуковой разведки(2-я БЗР)
- Батарея топогеодезической разведки(БТР)
- Взвод оптической разведки(ВЗОР)
- Фотограмметрический взвод(ФГВ)
- Хозяйственный взвод

## Подчинение
| Дата                | Фронт                 | Армия                                  | Корпус | Дивизия | Бригада | Примечания |
| ------------------- | --------------------- | -------------------------------------- | ------ | ------- | ------- | ---------- |
| 3.08.42 -29.09.42г. | Западный фронт        | -                                      | -      | -       | -       | -          |
| 29.09.42 -12.04.44г | Западный фронт        | 10-я армия                             | -      | -       | -       | -          |
| 24.04.44 -6.05.44г  | 1-й Белорусский фронт | -                                      | -      | -       | -       | -          |
| 6.005.44 -8.07.44г  | Резерв Ставки         | Брянский учебный артиллерийский лагерь | -      | -       | -       | -          |

## Командование дивизиона
Командир дивизиона
- капитан Горбылев Георгий Николаевич

Начальник штаба дивизиона
- ст. лейтенант, капитан Кириллов
- капитан Гранцев Иван Арсентьевич

Заместитель командира дивизиона по политической части
- капитан Агеев Василий Иванович

Помощник начальника штаба дивизиона
- ст. лейтенант Мищенко Пётр Иванович

Помощник командира дивизиона по снабжению
- ст. лейтенант Беляев Игнатий Степанович

## Командиры подразделений дивизиона
Командир  БЗР(до июля 1943 года)
Командир 1-й БЗР
- ст. лейтенант Дарман Герш Абрамович

Командир 2-й БЗР
- ст. лейтенант Чистяков Алексей Иванович

Командир БТР
- капитан Гранцев Иван Арсентьевич
- ст. лейтенант, капитан Абрамов Марк Васильевич

Командир ВЗОР
- ст. лейтенант Кривоносов Леонид Степанович

Командир ФГВ
- ст. лейтенант Красовский Леонид Викторович

Командир АМВ(до июля 1943 года)
- ст. лейтенант Степанов Владимир Владимирович